# Cord Fribusch
Cord Fribusch (auch: Cord Vribusch und Kord Fribusch; * vor 1431; † 1476) war ein Glockengießer, Büchsenmeister und Schützenhauptmann, der im 15. Jahrhundert in Norddeutschland im Raum des heutigen Landes Niedersachsen in den Städten Hannover, Lüneburg und Bardowick wirkte.

## Leben
Cord Fribusch, der seinen Namen mutmaßlich von dem Wald Vrybosch in Flandern zwischen den Orten Ypern und Dixmuiden ableitete, bewohnte im 15. Jahrhundert in Hannover ein Haus in der alten Platea cuprifabrorum, der Gropengeter oder Kropengeter-Strate, nach dem Beruf der Kupferschläger zeitweilig auch Kopperschlägerstraße genannt. Die Straße erstreckte sich vom Großen Wulfeshorn bis zum Kleinen Wulfeshorn und wurde später Teil der Osterstraße von Hannover im heutigen Stadtteil Mitte.
Mutmaßlich 1431 ging Fribusch von Hannover nach Lüneburg. Nachdem er 1438 gemeinsam mit dem Lüneburger Laurentius Grove ein Taufbecken für Hittfeld geschaffen hatte, stand Fribusch ab 1442 als städtischer Büchsenmeister in den Diensten des Rates der Stadt Lüneburg. Als solcher wurde er beispielsweise von den Burghauptleuten Lüneburgs zur Instandhaltung ihrer Geschütze angefordert oder vom Rat der Stadt mitunter auch an den bittenden Landesherrn ausgeliehen. Fribuschs zusätzliche Tätigkeit als Glockengießer wurde vom Rat nicht nur geduldet, sondern wohl auch gefördert. Diese Mischung mehrerer Handwerke verdeutlicht auch das Gebäude des städtischen Bauhofs, der Anfang des 15. Jahrhunderts noch die Bezeichnung „Büchsenhaus“ trug, während dessen Neubau dann Glockenhaus genannt wurde.

## Werke (sofern bekannt)
- 1432, Taufbecken für die St. Urbani in Munster
- 1438, gemeinsam mit Laurentius Grove: Taufbecken für Hittfeld[2]
- 1443: Glocke für Harburg[2]
- 1452: Glocke für Bleckede[2]
- 1461: Glocke für das Kloster Heiligenthal[2]
- 1465: Glocke mit der Namenskennzeichnung von Kort Fribusch im Ort Eldingen[7]
- 1465: Glocke für Hanstedt I
- 1466:
  - in Lüneburg gefertigte „Glockenguttaufe“ mit Bildern ausschließlich der Heiligen Maria statt der Maria Magdalena für die Maria-Magdalenen-Kirche in Lauenburg[8]
  - Altargefäß für Lauenburg[2]
  - Taufkessel mit vier Beinen (Maria-Magdalenen-Kirche, Lauenburg)[9]
  - Glocke für die Kapelle in Reinstorf[2]
- 1468: Glocke für den Nikolaihof in Bardowick; am 3. Juni 2014 im Hof des Museums Lüneburg aufgehängt[2]
- um 1471: Beteiligung am Guss der neuen Hauptglocke der St. Johanniskirche in Lüneburg[2]
- 1473: „Blücherglocke“ für die Familie von Blücher bei Boitzenburg; am 3. Juni 2014 im Hof des Museums Lüneburg aufgehängt[2]
- Glocke für Salzhausen; am 3. Juni 2014 im Hof des Museums Lüneburg aufgehängt[2]